# Монетаризм
Монетари́зм — економічна теорія, за якою кількість грошей в обігу є визначальним фактором формування господарської кон'юнктури та існує прямий зв'язок між зміною маси грошей в обігу та величиною валового й національного продуктів. Започаткував теорію монетаризму Мілтон Фрідман, назву новій економічній теорії дав Карл Бруннер (Karl Brunner).
Монетаризм — альтернативна кейнсіанству економічна теорія, згідно з якою сукупний обсяг продукту і рівень цін змінюються залежно від зміни пропозиції грошей, і, отже, досягнення безінфляційного зростання економіки вимагає контролю за оборотом грошової маси.
Термін «монетаризм» має і друге значення. Часто в економічній літературі ним позначають антиінфляційну політику держави, яка пройшла апробацію в ряді промислово розвинених країн світу (США, Великої Британії тощо) у 1980-і. Окремі її положення принесли суттєвий успіх у боротьбі з інфляційними процесами. Антиінфляційна програма передбачала встановлення високого банківського відсотка, припинення зростання заробітної плати і навіть її зниження. З цією метою пропонувалося підтримувати безробіття на досить високому рівні.
Монетаристи вважають, що держава має обмежити своє втручання в господарське життя, лише підтримуючи стабільний темп росту грошової маси. На їхню думку, в довгостроковому плані фінансова експансія веде до росту відсоткових ставок та витісненню приватних інвестицій, а кредитно-грошова експансія стимулює інфляцію.
Монетарна політика спирається на здатність грошово-кредитної системи істотним чином впливати на функціонування і розвиток економіки.